# کیت بول
کیت بول یک انیمیشن کوتاه به نویسندگی و کارگردانی روزانا سالیوان است که توسط پیکسار تولید و توسط والت دیزنی پیکچرز توزیع شده است. این کوتاه در ۱۸ ژانویه ۲۰۱۹ در تئاتر ال کاپیتان به نمایش درآمد، قبل از اینکه در ۱۸ فوریه ۲۰۱۹ در یوتیوب اکران شود و تا اوت ۲۰۲۳ بیش از ۱۰۰ میلیون بازدید داشته است. این فیلم کوتاه همچنین در ۱۲ نوامبر ۲۰۱۹ در دیزنی پلاس در ۱۲ نوامبر ۲۰۱۹ اکران شد. این فیلم کوتاه نامزد دریافت جایزه اسکار بهترین پویانمایی کوتاه در نود و دومین دوره جوایز اسکار شد.